# Кубок Італії з футболу 2010—2011
Кубок Італії з футболу 2010—2011 — 64-й розіграш Кубка Італії з футболу. Турнір стартував 8 серпня 2010 року, а завершився 29 травня 2011 року фінальним матчем на стадіоні «Джузеппе Меацца» в Мілані. У турнірі взяли участь 78 італійських клубів. У фіналі міланський «Інтернаціонале» виграв у «Палермо» і в 7-й раз завоював Кубок Італії.

## Учасники

### Серія A(20 команд)
| - Барі - Болонья - Брешія - Дженоа - Інтернаціонале | - Кальярі - Катанія - К'єво - Лаціо - Лечче | - Мілан - Наполі - Палермо - Парма - Рома | - Сампдорія - Удінезе - Фіорентина - Чезена - Ювентус |

### Серія B(22 команди)
| - Альбінолеффе - Асколі - Аталанта - Варезе - Віченца - Гроссето | - Кротоне - Ліворно - Модена - Новара - Падова | - Пескара - Портосуммага - П'яченца - Реджина - Сассуоло - Сієна | - Торіно - Трієстіна - Фрозіноне - Читтаделла - Емполі |

### Серія С1/Серія С2(27 команд)
| - Алессандрія - Атлетіко - Беневенто - Віртус Ланчано - Губбіо - Зюйдтіроль - Кавезе | - Катандзаро - Козенца - Комо - Кремонезе - Луккезе - Лумеццане - Монца | - Равенна - Реджана - Салернітана - Сан-Марино - Сорренто - СПАЛ - Спеція | - Таранто - Тернана - Феральпісало - Фоліньо - Еллас Верона - Юве Стабія |

### Серія D(9 команд)
| - Альдзаночене - Віртус Казарано - Віртус Ентелла - Джудонія Монтечеліо - Карпі | - Помеція - Сантеджид'єзе - Трапані - Есте |

## Регламент
- Перший етап (одноматчеві протистояння):
  - Перший раунд: 36 команд з Серії С1, Серії С2 і Серії D починають турнір;
  - Другий раунд: до 18 переможців першого раунду приєднуються 22 команди з Серії B;
  - Третій раунд: до 20 переможців другого етапу приєднуються 12 команд Серії A, посіяні під номерами 9-20;
  - Четвертий раунд: 16 переможців третього етапу зустрічаються між собою.
- Другий етап:
  - 1/8 фіналу: 8 переможців першого етапу зустрічаються з командами  Серії A, посіяними під номерами 1-8 (одноматчеві протистояння);
  - Чвертьфінали (одноматчеві протистояння);
  - Півфінали (двохматчеві протистояння).
- Фінал

## Календар
| Раунд           | Дата                             | Матчі | Клуби   |
| --------------- | -------------------------------- | ----- | ------- |
| Перший раунд    | 8-10 серпня 2010                 | 18    | 78 → 60 |
| Другий раунд    | 12-15 серпня 2010                | 20    | 60 → 40 |
| Третій раунд    | 20-28 жовтня 2010                | 16    | 40 → 24 |
| Четвертий раунд | 24 листопада - 1 грудня 2010     | 8     | 24 → 16 |
| 1/8 фіналу      | 14 грудня 2010 - 20 січня 2011   | 8     | 16 → 8  |
| 1/4 фіналу      | 25-27 січня 2011                 | 4     | 8 → 4   |
| 1/2 фіналу      | 19-20 квітня - 10-11 травня 2011 | 4     | 4 → 2   |
| Фінал           | 29 травня 2011                   | 1     | 2 → 1   |

## Перший раунд
| Команда 1          | Рахунок         | Команда 2             |
| ------------------ | --------------- | --------------------- |
| 8 серпня 2010      |                 |                       |
| Беневенто (3)      | 5:1             | Есте (4)              |
| Комо (3)           | 3:1             | Гуідонія (4)          |
| Тернана (3)        | 3:1             | Спеція (3)            |
| Монца (3)          | 2:1 дч          | Віртус Ентелла (4)    |
| Лумеццане (3)      | 2:0             | Помеція (4)           |
| СПАЛ (3)           | 0:3             | Трапані (4)           |
| Реджана (3)        | 2:1 дч          | АльцаноКене (4)       |
| Кремонезе (3)      | 2:1 дч          | Атлетіко (Рим) (3)    |
| Таранто (3)        | 1:0             | Феральпісало (3)      |
| Козенца (3)        | 1:1 дч пен. 5:3 | Луккезе (3)           |
| Фоліньйо (3)       | 3:2 дч          | Сан-Марино Кальчо (3) |
| Верона (3)         | 2:0             | Віртус Касарано (4)   |
| Алессандрія (3)    | 6:0             | Сантеджидіезе (4)     |
| Віртус Ланчано (3) | 2:1             | Карпі (4)             |
| Сорренто (3)       | 6:0             | Катандзаро (3)        |
| Кавезе (3)         | 0:2             | Губбіо (3)            |
| Салернітана (3)    | 0:2             | Зюйдтіроль (3)        |
| 10 серпня 2010     |                 |                       |
| Равенна (3)        | 2:1             | Юве Стабія (3)        |

## Другий раунд
| Команда 1        | Рахунок | Команда 2          |
| ---------------- | ------- | ------------------ |
| 12 серпня 2010   |         |                    |
| Сієна (2)        | 2:0     | Тернана (3)        |
| 14 серпня 2010   |         |                    |
| Портогруаро (2)  | 2:1     | Зюйдтіроль (3)     |
| П'яченца (2)     | 5:3 дч  | Віртус Ланчано (3) |
| Модена (2)       | 4:1     | Сорренто (3)       |
| Комо (3)         | 1:3     | Варезе (2)         |
| Кротоне (2)      | 1:0     | Трієстина (2)      |
| Читтаделла (2)   | 2:0     | Верона (3)         |
| Аталанта (2)     | 3:1     | Фоліньйо (3)       |
| 15 серпня 2010   |         |                    |
| Віченца (2)      | 2:1     | Беневенто (3)      |
| Альбінолеффе (2) | 3:1     | Пескара (2)        |
| Сассуоло (2)     | 3:1     | Монца (3)          |
| Новара (2)       | 3:1 дч  | Таранто (3)        |
| Емполі (2)       | 4:1     | Реджана (3)        |
| Ліворно (2)      | 1:0     | Кремонезе (3)      |
| Падова (2)       | 1:0     | Равенна (3)        |
| Гроссето (2)     | 5:0     | Губбіо (3)         |
| Асколі (2)       | 3:1     | Лумеццане (3)      |
| Фрозіноне (2)    | 3:1     | Трапані (4)        |
| Реджина (2)      | 1:0     | Алессандрія (3)    |
| Торіно (2)       | 3:1 дч  | Козенца (3)        |

## Третій раунд
| Команда 1      | Рахунок | Команда 2        |
| -------------- | ------- | ---------------- |
| 20 жовтня 2010 |         |                  |
| Дженоа         | 2:1 дч  | Гроссето (2)     |
| 26 жовтня 2010 |         |                  |
| Фіорентіна     | 1:0 дч  | Емполі (2)       |
| 27 жовтня 2010 |         |                  |
| Удінезе        | 4:0     | Падова (2)       |
| Фрозіноне (2)  | 2:4 дч  | Реджина (2)      |
| Віченца (2)    | 1:0     | Асколі (2)       |
| Аталанта (2)   | 0:1     | Ліворно (2)      |
| Чезена         | 1:3 дч  | Новара (2)       |
| Брешія         | 1:0     | Читтаделла (2)   |
| Кротоне (2)    | 0:1     | Альбінолеффе (2) |
| Болонья        | 3:2     | Модена (2)       |
| Кальярі        | 3:0     | П'яченца (2)     |
| Лечче          | 3:2     | Сієна (2)        |
| Катанія        | 4:3 дч  | Варезе (2)       |
| Лаціо          | 3:0     | Портогруаро (2)  |
| 28 жовтня 2010 |         |                  |
| К'єво          | 2:0     | Сассуоло (2)     |
| Барі           | 3:1     | Торіно (2)       |

## Четвертий раунд
| Команда 1         | Рахунок | Команда 2        |
| ----------------- | ------- | ---------------- |
| 24 листопада 2010 |         |                  |
| Удінезе           | 2:1 дч  | Лечче            |
| Дженоа            | 3:1 дч  | Віченца (2)      |
| 25 листопада 2010 |         |                  |
| Лаціо             | 3:0     | Альбінолеффе (2) |
| Кальярі           | 0:3     | Болонья          |
| Катанія           | 5:1     | Брешія           |
| 30 листопада 2010 |         |                  |
| К'єво             | 3:0     | Новара (2)       |
| Фіорентіна        | 3:0     | Реджина (2)      |
| 1 грудня 2010     |         |                  |
| Барі              | 4:1     | Ліворно (2)      |

## 1/8 фіналу
| Команда 1      | Рахунок         | Команда 2  |
| -------------- | --------------- | ---------- |
| 14 грудня 2010 |                 |            |
| Парма          | 2:1 дч          | Фіорентіна |
| 12 січня 2011  |                 |            |
| Палермо        | 1:0             | К'єво      |
| Інтернаціонале | 3:2             | Дженоа     |
| 13 січня 2011  |                 |            |
| Ювентус        | 2:0             | Катанія    |
| 18 січня 2011  |                 |            |
| Наполі         | 2:1             | Болонья    |
| 19 січня 2011  |                 |            |
| Сампдорія      | 2:2 дч пен. 5:4 | Удінезе    |
| Рома           | 2:1             | Лаціо      |
| 20 січня 2011  |                 |            |
| Мілан          | 3:0             | Барі       |

## 1/4 фіналу
| Команда 1     | Рахунок         | Команда 2      |
| ------------- | --------------- | -------------- |
| 25 січня 2011 |                 |                |
| Палермо       | 0:0 дч пен. 5:4 | Парма          |
| 26 січня 2011 |                 |                |
| Сампдорія     | 1:2             | Мілан          |
| Наполі        | 0:0 дч пен. 4:5 | Інтернаціонале |
| 27 січня 2011 |                 |                |
| Ювентус       | 0:2             | Рома           |

## 1/2 фіналу
| Команда 1                | Заг. | Команда 2      | 1-й матч | 2-й матч |
| ------------------------ | ---- | -------------- | -------- | -------- |
| 19 квітня/11 травня 2011 |      |                |          |          |
| Рома                     | 1:2  | Інтернаціонале | 0:1      | 1:1      |
| 20 квітня/10 травня 2011 |      |                |          |          |
| Мілан                    | 3:4  | Палермо        | 2:2      | 1:2      |

## Фінал
| 29 травня 2011 22:00 (EEST) |

| «Інтернаціонале»            | 3:1      | «Палермо»   |
| --------------------------- | -------- | ----------- |
| Ето'о 26', 76' Міліто 90+2' | Протокол | Муньйос 88' |

| «Олімпійський стадіон», Рим Глядачів: 70 000 Арбітр: Емідіо Морганті |